# Nationella fronten (Iran)
Nationella fronten (persiska: جبهه‌ ملی Jebhe-ye Melli) är en politisk oppositionsorganisation i Iran, grundad av politikern Mohammad Mosaddegh 1949. Organisationen, som i praktiken fungerat både som en politisk koalition eller valallians och främst sedan 1994 som ett (förbjudet) politiskt parti, är den äldsta demokratiska grupperingen som verkar i landet. Nationella fronten innehade regeringsmakten i Iran 1951-1953 och fick mandat i landets parlament 1961 under shahen Mohammad Reza Pahlavi,  men den har inte lyckats återvinna den framskjutna roll i iransk politik som den hade under Mosaddegh omkring 1950.

## Grundande
Nationella fronten bildades den 12 november 1949 av den nationalistiska och sekulära politikern Mohammad Mosaddegh i syfte att mobilisera en politisk kampanj för ett nationellt förstatligande av den iranska oljeindustrin. Organisationen motsatte sig det Brittiska imperiets dominans och kontroll över Irans naturresurser och relaterade intäkter. Vid tidpunkten ägdes landets oljetillgångar av Anglo-Persian Oil Company, vars föregångare köpt petroleumkoncessionen av den brittiske affärsmannen William Knox D'Arcy.
Nationella fronten utgjorde inledningsvis en paraplyorganisation för ett brett spektrum av nationalistiska, liberala, demokratiska, socialistiska strömningar och omfattade både sekulära och religiösa fraktioner. Organisationen hade också stöd av den mäktiga Sammanslutningen för köpmän och hantverkare i Teherans stora basar. 
De tre största partierna som ingick i Nationella fronten åren 1950-1953 var det liberalnationalistiska Hezb-e Irān (Iranpartiet), det socialistiska  Hezb-e Zahmatkeshān-e Mellat-e Irān (Den iranska nationens proletariatparti) och det religiösa Majma'-e mojāhedin-e eslām (Islams krigares förbund). Bland organisationens framstående medlemmar räknades f.d. inrikesministern Allahyar Saleh, f.d. parlamentsledamoten Mozaffar Baghai, den Sorbonneutbildade juristen Karim Sanjabi, universitetsprofessorn Gholam Hosein Sadighi, mariningenjören Ahmad Zirakzadeh, kemiläraren och socialisten Khalil Maleki och mullan Abolqasem Kashani.

## I regeringsställning

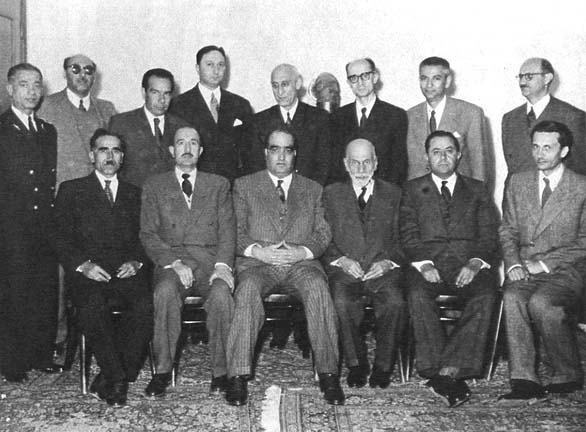
Mosaddeghs regeringskabinett 1951

Den 28 april 1951 valdes Mosaddegh till premiärminister av landets parlament och Nationella fronten bildade regering. Den 1 maj samma år nationaliserade Mosaddegh Irans oljeindustri med shahen Mohammad Reza Pahlavis godkännande och upphävde Anglo-Persian Oil Companys petroleumkoncession, vilket gjorde honom omåttligt populär i Iran. Storbritannien svarade med att införa storskaliga ekonomiska sanktioner mot Iran och skickade sina örlogsflotta till Persiska viken för att hindra andra länder från att köpa iransk olja. 
Iran förlorade i princip helt och hållet sina oljeinkomster, vilket skapade ekonomisk kris i landet. Missnöjet växte med Mosaddeghs politik och splittring uppstod mellan olika fraktioner inom Nationella fronten.
År 1953 störtades Mosaddegh i en statskupp som initierats av Storbritanniens premiärminister Winston Churchill i samarbete med CIA. "Operation Ajax", som kupplanen kallades av CIA, misslyckades men den satte igång ett skeende som kort därefter ledde till att iranska konservativa nationalister, rojalister och religiösa ledare (däribland Abolqasem Kashani) avsatte Mosaddeghs regering.
Statskuppen ledde till att Mosaddegh sattes i husarrest och att Nationella fronten förbjöds att verka i Iran.

## Efter statskuppen 1953

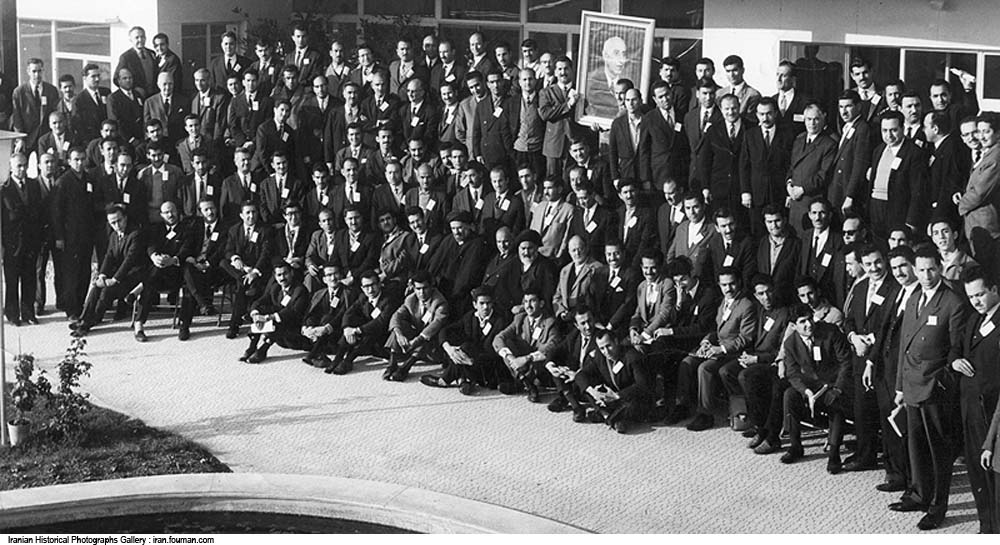
Nationella Frontens partikongress i Teheran 1962

Organisationens medlemmar försökte återuppliva organisationen åren 1960, 1965 och 1977, men de ledande fraktionerna hade svårt att enas om partiets politiska innehåll. De muslimska medlemmarna hade lämnat partiet före statskuppen 1953. De ansåg att Mosaddegh var alltför inställsam gentemot det marxist-leninistiskt Tudehpartiet. Efter 1953 och under hela 1960-talet pågick stridigheter inom organisationen mellan liberaldemokrater, nationalister och socialdemokrater.
1961 mildrades det politiska klimatet i landet när demokratikämpen Ali Amini, som suttit i Mosaddeghs regering, valdes till premiärminister. Flera medlemmar av Nationella fronten, däribland Allahyar Saleh, invaldes i parlamentet. Saleh var en av frontens grundare och tjänstgjorde som Irans ambassadör i USA under Mosaddeghs regeringstid. Statsvetaren Shapur Bakhtiar, en annan av organisationens frontfigurer tillträdde den 6 januari 1979 som Mohammad Reza Pahlavis siste premiärminister. Bakhtiar fick bara stöd av frontens liberaldemokratiska falang vilket ledde till att han uteslöts ur Nationella fronten. Gholam Hosein Sadighi, en annan liberal ledarfigur krävde förgäves att shahen skulle stanna i landet och med kraft upprätthålla ordningen. Att Nationella fronten inte ställde sig bakom Bakhtiar är en viktig orsak till att iranska liberaldemokrater inte kunde bjuda kraftfullt motstånd mot islamisterna med Ruhollah Khomeini i spetsen och att revolutionen blev ett faktum.

## Under den Islamiska republiken

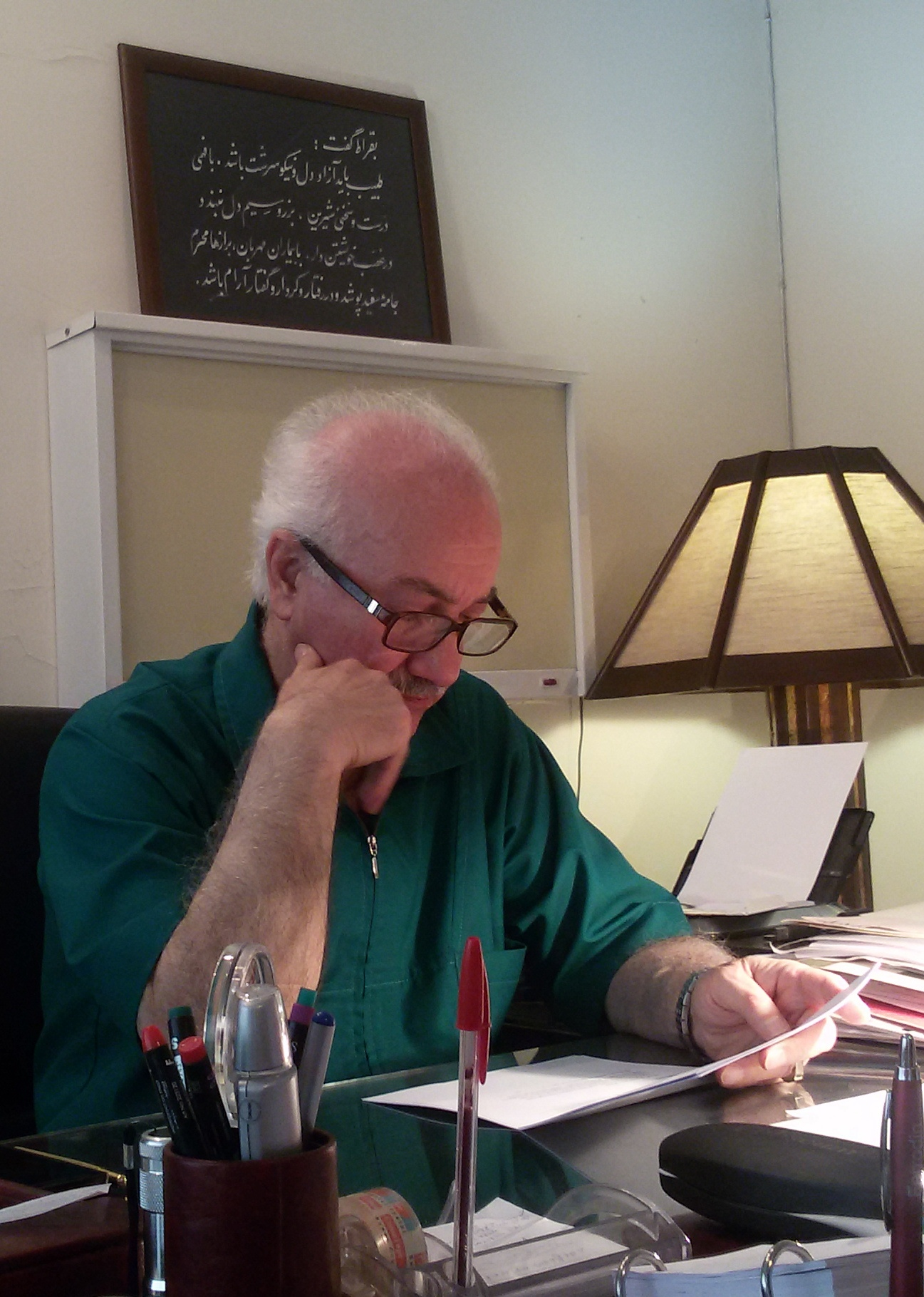
Seyed Hosein Mousavian, partiledare sedan 2017

Nationella fronten deltog i den iranska revolutionen och organisationens ledare, däribland juridikprofessorn Karim Sanjabi och aktivisten Dariush Foruhar, stödde inrättandet av en islamisk republik i Iran den 1 april 1979. Nationella fronten motsatte sig dock islamiseringen av det iranska samhället efter revolutionen och organiserade demonstrationer 1981 i Teheran mot införandet av qesās (blodshämnd) som är en central princip i islamisk strafflag. Den 15 juni 1981 förbjöds organisationen i Iran men den fortsätter att verka inofficiellt i landet trots att den står under konstant övervakning av myndigheterna.
Läkaren Seyed Hosein Mousavian efterträdde Adib Bromand som Nationella frontens partiledare 2017.